# Rutilia nigripes
Rutilia nigripes là một loài ruồi trong họ Tachinidae.